# Georg Teichtweier
Georg Teichtweier (* 8. Mai 1913 in Rohr in Niederbayern; † 23. Januar 1993 in Lengfeld) war ein deutscher römisch-katholischer Theologe.

## Leben
Seine Eltern waren Georg Teichtweier und dessen Ehefrau Helene, geb. Lang. Er besuchte 1932 die Philosophisch-theologische Hochschule (PTH) in Passau und von 1933 bis 1936 das Georgianum in München. 1937 wurde er zum Priester geweiht. Danach wirkte er seelsorgerisch in Spiegelau und Passau. Aufgrund seines Engagements in der Jugendarbeit wurde er Opfer von Repressalien der NSDAP und der Gestapo. 1941 wurde ihm ein Schulverbot in Niederbayern und Oberpfalz erteilt.
Teichtweiher setzte seine Studien an den Universitäten in München und Tübingen fort. Nach der Promotion zum Dr. theol. am 19. Juli 1951 und Habilitation am 1. Dezember 1955, beides an der Universität Tübingen, lehrte er ab dem Folgejahr zunächst in Tübingen und danach an der PTH Passau, wo er ab 1958 ordentlicher Professor und von 1962 bis 1964 Rektor war. 1965 begann er als Ordinarius für Moraltheologie an der Universität Bochum zu lehren. 1968 wurde er ordentlicher Professor für Moraltheologie an der Universität Würzburg. 1979 erfolgte seine Emeritierung, danach hatte er noch bis September 1980 eine Lehrstuhlvertretung inne.
1976 wurde Teichtweiher zum Päpstlichen Ehrenprälat ernannt. Von 1977 bis 1986 war er erster Vorsitzender des Freundeskreises des Ökumenischen Zentrums im Würzburger Stadtteil Lengfeld. Am 30. Juni 1988 wurde ihm das Bundesverdienstkreuz am Bande verliehen. Er starb 1993 in Lengfeld und wurde auf dem dortigen Friedhof begraben. In Lengfeld erinnert seit 1997 die Dr.-Georg-Teichtweier-Straße an ihn.

## Schriften (Auswahl)
- Die Sündenlehre des Origenes. Regensburg 1958, OCLC 1068083534.
- Eheliches Leben heute. Veröffentlichung des Bischöflichen Seelsorgeamtes Passau. Passau 1966, OCLC 73891752.
- Moral, wieder gefragt. Gesellschaft, Gewissen, Norm, Sünde. Aschaffenburg 1976, OCLC 716885819.
- Was Gott verbunden hat ... Glück in Liebe und Ehe. Leipzig 1988, ISBN 3-7462-0167-5.